# Ichika Kajimoto
Ichika Kajimoto (梶本 一花?, Kajimoto Ichika; Osaka, 7 marzo 2004) è una nuotatrice giapponese, specializzata nel nuoto di fondo.

## Biografia
Nel 2023 conquista tre medaglie (un oro, un argento e un bronzo) ai Giochi mondiali universitari di Chengdu.
Nel 2025 prende parte ai mondiali di Singapore, dove sale sul terzo gradino del podio nella 5 km e vince la knockout sprint, ottenendo in tal modo la prima medaglia d'oro mondiale nel nuoto in acque libere della storia del Giappone.

## Palmarès
- Mondiali

Singapore 2025: oro nella knockout sprint, bronzo nella 5 km.
- Giochi mondiali universitari

Chengdu 2023: oro nei 400m misti, argento nei 1500m sl, bronzo nella 4x200m sl.